# Michela Balducci
Pour les articles homonymes, voir Balducci.
Michela Balducci, née le 30 juillet 1995 est une coureuse cycliste italienne, professionnelle entre 2014 et 2021.

## Biographie
Michela Balducci rejoint en 2014 l'équipe italienne SC Michela Fanini. Sa soeur Francesca (née en 1996) est également cycliste professionnelle.
Considérée comme une sprinteuse, elle participe au Tour d'Italie à huit reprises entre 2014 et 2021, sans obtenir de résultat. Elle doit attendre la saison 2017 pour décrocher ses premiers tops 10, avec notamment une septième place au Gran Premio della Liberazione PINK et une dixième place au Grand Prix Bruno Beghelli. Cette saison là elle court pour l'équipe Giusfredi Bianchi. 
En 2018, elle rejoint pour trois saisons la formation Aromitalia. La première année, son meilleur résultat est une neuvième place sur le Grand Prix Bruno Beghelli. C'est en 2019 qu'elle connait la meilleure saison de sa carrière. Le 31 mars, elle se classe septième de Gand-Wevelgem, son premier top 10 sur une course World Tour. En deuxième partie de saison, elle arrive dans le groupe de 12 coureuses qui se joue la victoire au championnat d'Italie sur route, mais doit se contenter de la septième place. Elle termine également quatrième de la première étape du Tour de Toscane.
En cours de saison 2020, marquée par l'arrêt des courses en raison de la pandémie de covid-19, elle rejoint l'équipe Top Girls Fassa Bortolo après avoir été licenciée pour faute par Aromitalia,. En 13 mois, elle termine très peu de courses. Le 5 juillet 2021, elle termine hors délais lors de la 4e étape du Tour d'Italie, disputée sous la forme d'un contre-la-montre. Il s'agit également de la dernière course de sa carrière.

## Palmarès

### Par années
- 2019
  - 7e de Gand-Wevelgem

### Résultats sur les grands tours

#### Tour d'Italie
8 participations
- 2014 : 130e
- 2015 : 103e
- 2016 : 97e
- 2017 : 95e
- 2018 : 121e
- 2019 : 91e
- 2020 : non-partante (4e étape)
- 2021 : hors délais (4e étape)

### Classements mondiaux
| Année                                 | 2017 | 2018 | 2019 | 2020 |
| ------------------------------------- | ---- | ---- | ---- | ---- |
| Classement UCI                        | 242e | 334e | 259e | 793e |
| UCI World Tour                        | nc   | nc   | 84e  | nc   |
|                                       |      |      |      |      |
| Légende : nc = non classéSource : UCI |      |      |      |      |